# Trèfle Lozérien
Le Trèfle Lozérien est une course motocycliste française, créée en 1986, se déroulant sur 3 jours, au départ de Mende et dans toute la Lozère. Elle est considérée comme la reine des classiques d'Enduro, ce qui lui vaut dans certains médias le surnom de Mecque de l'enduro. Elle se déroule le dernier week-end de mai.

## Histoire
En 1986 naît le premier Trèfle lozérien AMV (pour Assurance Moto Verte) avec pour but de donner un accès à tous les passionnés d'enduro une course de masse sur plusieurs jours. Il est le plus vieil enduro classique français. 
Le nom de trèfle, outre sa présence dans les verts paysages lozériens, vient également de son système de course, à savoir trois boucles autour de Mende, dessinant donc un trèfle.
Le nombre de participants n'a cessé de s'accroître au fil des ans: 150 pour la première édition, 300 la deuxième, 500 la troisième,... Depuis une limite est fixée à environ 500 participants pour des problèmes de sécurité, bien que le nombre de candidature dépasse fréquemment les 3 000.
L'épreuve n'a pas été organisée en 1996 et 2020 (covid-19).

## Palmarès
| Édition | Vainqueur                         | 2e                            | 3e                            | 4e                                 | 5e                            |
| ------- | --------------------------------- | ----------------------------- | ----------------------------- | ---------------------------------- | ----------------------------- |
| 1986    | Gilles Lalay - Honda 250 CR       | Alain Olivier                 | Jean-Pierre Raymond           | Edouard Berthet-Rayne              | Jean-Paul Charles - Husqvarna |
| 1987    | Stéphane Peterhansel - Husqvarna  | Alain Olivier                 | Daniel Chabanette             | Gilles Lalay - Honda 250 CR        | Laurent Pidoux - Husqvarna    |
| 1988    | Stéphane Peterhansel - Yamaha     | Marc Moralès                  | Alain Olivier                 | Gilles Lalay - Honda 250 CR        | Daniel Chabanette             |
| 1989    | Stéphane Peterhansel - Yamaha     | Laurent Pidoux - Husqvarna    | Gilles Lalay - Honda          | Marc Moralès - Honda 250 CR        | Christian Boulet              |
| 1990    | Stéphane Peterhansel - Yamaha     | Alain Olivier                 | Laurent Charbonnel            | Laurent Pidoux - Husqvarna         | Marc Moralès                  |
| 1991    | Stéphane Peterhansel - Yamaha     | Laurent Charbonnel            | Gilles Lalay                  | Cyril Esquirol - Husqvarna         | Christian Boulet              |
| 1992    | Laurent Charbonnel                | Cyril Esquirol - Husqvarna    | Laurent Pidoux                | Christian Boulet                   | Richard Sainct                |
| 1993    | Stéphane Peterhansel - Yamaha     | Laurent Charbonnel            | Cyril Esquirol                | Laurent Pidoux                     | Christian Boulet              |
| 1994    | Stéphane Peterhansel - Yamaha     | Cyril Esquirol                | Laurent Charbonnel            | David Frétigné - Husqvarna         | Richard Sainct                |
| 1995    | Stéphane Peterhansel - Yamaha     | Éric Bernard                  | Cyril Esquirol                | David Frétigné - Husqvarna         | Laurent Charbonnel            |
| 1997    | Stéphane Peterhansel - Yamaha     | Cyril Esquirol                | David Frétigné                | Laurent Charbonnel - Kawasaki      | Laurent Pidoux                |
| 1998    | Éric Bernard - KTM                | David Frétigné                | Laurent Pidoux - Husqvarna    | Olivier Samofal - Husqvarna        | Christian Boulet              |
| 1999    | David Frétigné - Yamaha           | Éric Bernard - KTM            | Olivier Samofal - Husqvarna   | Stéphane Peterhansel - Yamaha      | Cyril Esquirol - Honda        |
| 2000    | David Frétigné - Yamaha           | Stéphane Peterhansel - Yamaha | Olivier Samofal - Husqvarna   | Cyril Esquirol - Honda             | Miki Arpa (S)                 |
| 2001    | David Frétigné - Yamaha           | Éric Bernard - KTM            | Laurent Charbonnel - Kawasaki | Giovanni Sala (I) - KTM            | Fabien Planet                 |
| 2002    | David Frétigné - Yamaha           | Emmanuel Albepart             | Stéphane Peterhansel - Yamaha | Giovanni Sala (I) - KTM            | Éric Bernard - KTM            |
| 2003    | David Frétigné - Yamaha           | Emmanuel Albepart             | Cyril Esquirol - Honda        | Olivier Samofal - Husqvarna        | Stéphane Peterhansel - Yamaha |
| 2004    | David Frétigné - Yamaha           | Emmanuel Albepart             | Marc Germain - Yamaha         | Sébastien Guillaume                | Éric Bernard - KTM            |
| 2005    | Marc Germain - Yamaha             | Emmanuel Albepart             | David Frétigné - Yamaha       | Fabien Planet                      | Sébastien Guillaume           |
| 2006    | Marc Germain - Yamaha             | Fabien Planet                 | Sébastien Guillaume           | Emmanuel Albepart                  | Jordan Curvalle               |
| 2007    | Emmanuel Albepart                 | Marc Germain - Yamaha         | Fabien Planet                 | Sébastien Guillaume                | Julien Gauthier               |
| 2008    | Marc Germain - Yamaha             | Fabien Planet                 | Emmanuel Albepart             | Julien Gauthier                    | Sébastien Guillaume           |
| 2009    | Marc Germain - Yamaha             | Julien Gauthier               | Sébastien Guillaume           | Emmanuel Albepart                  | Fabien Planet                 |
| 2010    | Marc Germain - Yamaha             | Julien Gauthier               | Nicolas Deparris              | Emmanuel Albepart                  | David Frétigné - Yamaha       |
| 2011    | Pierre Alexandre Renet            | Marc Germain - Yamaha         | Emmanuel Albepart             | Fabien Planet                      | Julien Gauthier               |
| 2012    | Christophe Nambotin               | Pierre Alexandre Renet        | Emmanuel Albepart             | Julien Gauthier                    | Jérémy Tarroux                |
| 2013    | Pierre Alexandre Renet - Husaberg | Julien Gauthier               | Jérémy Tarroux                | Marc Bourgeois                     | Emmanuel Albepart             |
| 2014    | Pierre Alexandre Renet            | Antoine Méo - KTM             | Jérémy Tarroux                | Christophe Nambotin                | Marc Bourgeois                |
| 2015    | Antoine Méo - KTM                 | Julien Gauthier               | Emmanuel Albepart             | Fabien Planet                      | Jérémy Joly                   |
| 2016    | Johny Aubert - Beta               | Loïc Larrieu - Yamaha         | Jérémy Tarroux - Sherco       | Pierre Alexandre Renet - Husqvarna | Jérémy Joly - KTM             |
| 2017    | Jérémy Tarroux - Sherco           | Jamie McCanney (UK) - Yamaha  | Emmanuel Albepart             | Théophile Espinasse                | Jérémy Miroir - Husqvarna     |
| 2018    | Loïc Larrieu                      | Théophile Espinasse           | Josep Garcia                  | Emmanuel Albepart                  | Julien Gauthier               |
| 2019    | Josep Garcia                      | Jamie McCanney                | Nathan Watson                 | Julien Gauthier                    | Jérémy Tarroux                |
| 2021    | Christophe Nambotin               | Jérémy Tarroux                | Emmanuel Albepart             | Killian Lunier                     | Jérémy Miroir                 |
| 2022    | Josep Garcia                      | Andrea Verona                 | Till De Clercq                | Julien Gauthier                    | Antoine Alix                  |
| 2023    | Till De Clercq                    | Jérémy Tarroux                | Zachary Pichon                | Loïc Larrieu                       | Julien Gauthier               |
| Source: |                                   |                               |                               |                                    |                               |

## Après la course
Chaque soir les motos sont parquées sur la place du foirail à Mende, de quoi permettre aux spectateurs de venir discuter avec ces champions, mais également assister à l'entretien des machines.
Le dimanche, après la fin de l'épreuve, les 30 meilleurs pilotes du classement s'affrontent sur une dernière course, type motocross, avec manches éliminatoires: le trophée Thierry Castan, en mémoire de ce pilote et espoir local, trop tôt disparu dans un accident de la route.

## Personnalités ayant participé au Trèfle

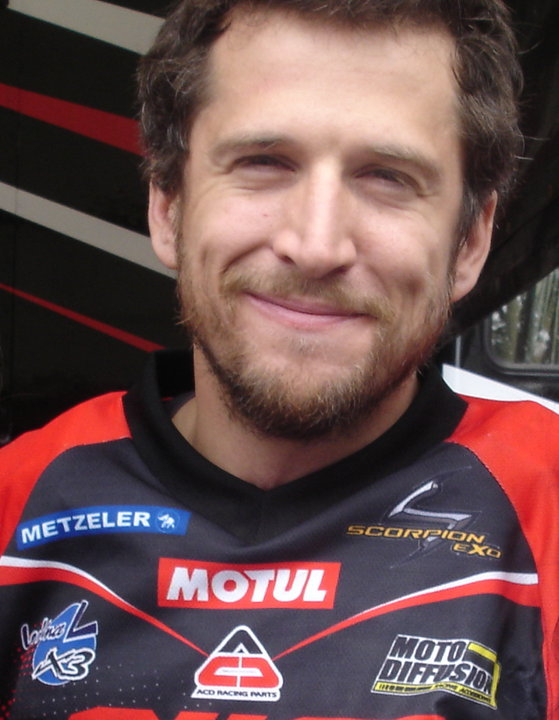
Guillaume Canet lors de sa participation en 2010.

En plus de tous ces inconnus qui au fil des ans ont forgé l'image du Trèfle Lozèrien, certaines « personnalités » (hors du circuit motocycliste) ont marqué les esprits de leurs présence, parmi eux :
- Luc Alphand (depuis 2001)
- Jean-Pierre Vidal (2006)
- Stéphane Tissot (2006)
- David Hallyday (2006)
- David Douillet (2011)
- Guillaume Canet (2010)